# Żelistrzewo (przystanek kolejowy)

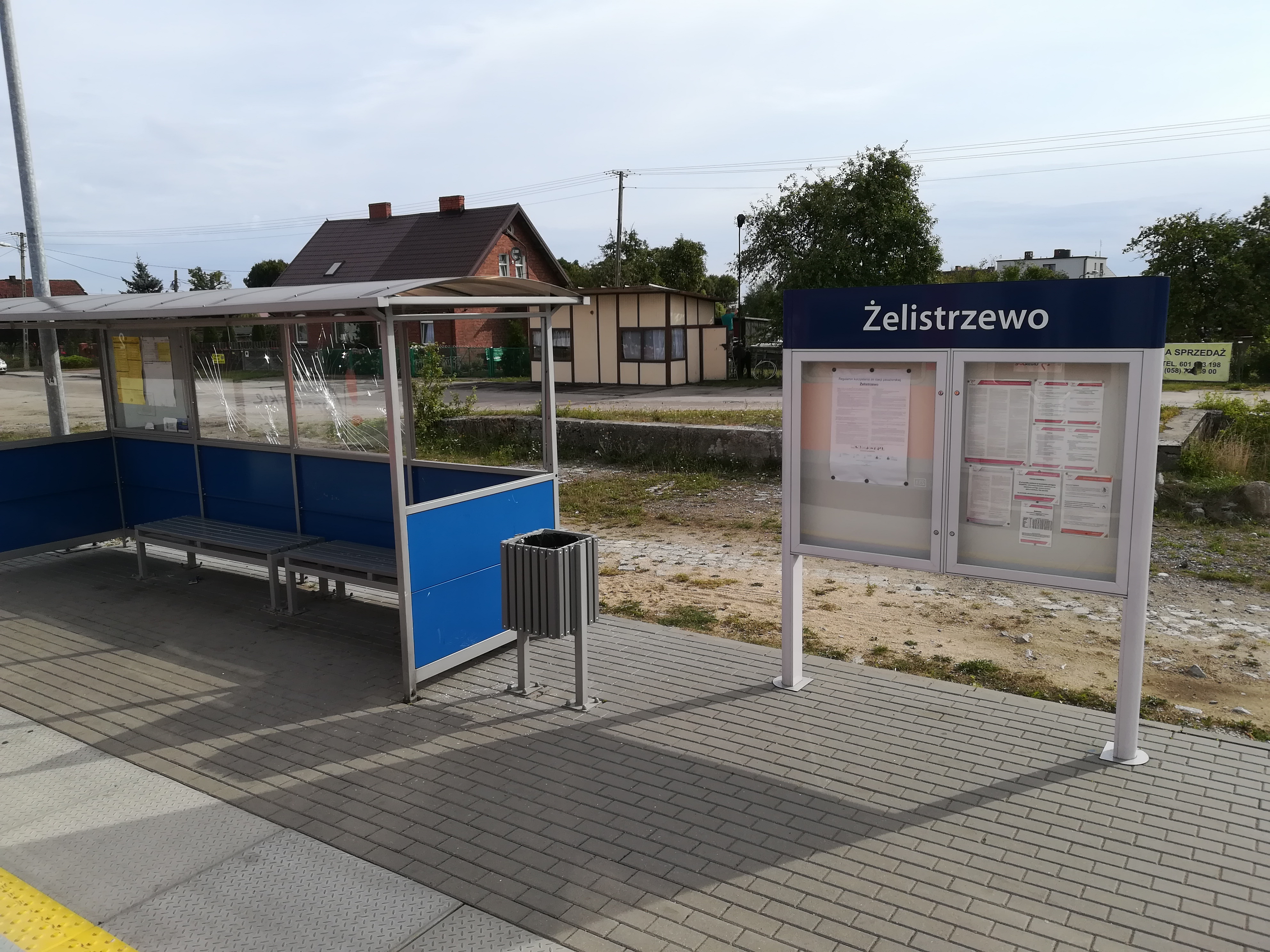
Przystanek po modernizacji (2018)

Żelistrzewo – przystanek kolejowy w Żelistrzewie. Stacja powstała w 1898 (pierwszy pociąg dojechał do Pucka 15 grudnia 1898). Stacja leży na linii kolejowej nr 213, która obsługuje Mierzeję Helską, z tego względu przewozy wykazują dużą sezonowość.

## Ruch pasażerski
| Rok  | Wymiana pasażerska na dobę |
| ---- | -------------------------- |
| 2017 | 300-499                    |
| 2022 | 300-499                    |

## Położenie
Przystanek Żelistrzewo znajduje się w południowo-zachodniej części miejscowości. Przystanek zlokalizowany jest przy ulicy Dworcowej.

## Historia

### Tło powstania
W 1870, przy okazji budowy linii kolejowej ze Słupska do Sopotu, kolej dotarła do Redy. Odcinek ten domykał połączenie Gdańsk – Szczecin przez Słupsk i Koszalin. W przeciwieństwie do większości budowanych w tym czasie na Pomorzu linii kolejowych, nie była ona budowana w ramach Królewskiej Kolei Wschodniej, później została jednak przez nią przejęta. W latach 80. i 90. XIX wieku sieć kolejowa w Prusach zaczęła się zagęszczać. Po wybudowaniu głównych magistrali zaczęły powstawać linie lokalne łączące miasta powiatowe.

### 1897–1920
W grudniu 1897 rozpoczęto budowę pierwszego odcinka współczesnej linii 213 – z Redy do Pucka. Został on otwarty 15 grudnia 1898. Od razu linia miała dochodzić do Krokowej jednakże budowę rozpoczęto dopiero w 1901 a oddano w 1903.

### 1920–1945
W 1918 Polska odzyskała niepodległość. Granice na Pomorzu ustalono dopiero w 1920. Wówczas linia kolejowa z Redy do Pucka znalazła się w Polsce. Stacja w Pucku była najbliżej morza położonym obiektem na sieci PKP, dlatego zbudowano w Pucku tymczasowy port wraz z bocznicą kolejową.

### Po 1989
26 września 1993 ze stacji Puck odjechał ostatni planowy pociąg pasażerski prowadzony trakcją parową.
W 1998 linia została zmodernizowana. Stacje zostały wyposażone w urządzenia SRK sterowane zdalnie z Gdyni, przez co obsługa stacji (oprócz kas biletowych) stała się zbędna.
Na przełomie stycznia i lutego 2019 PKP podpisały z konsorcjum firm Helifactor i MERX umowę na budowę tzw. innowacyjnego dworca systemowego w formie półotwartej poczekalni ogrzewanej promiennikami osłony. W styczniu 2024 budowlę oddano do użytku – wiata została wyposażona m.in. w elektroniczne tablice z rozkładem jazdy, a w części zabudowanej znajdują się toalety. Przebudowano także otoczenie przystanku – utworzono parkingi dla samochodów i rowerów, ustawiono ławki i kosze na śmieci.

## Linie kolejowe
Przystanek leży na linii kolejowej nr 213 łączącej Redę z Helem. Linia jest jednotorowa, normalnotorowa, niezelektryfikowana.

## Pociągi

### Pociągi osobowe

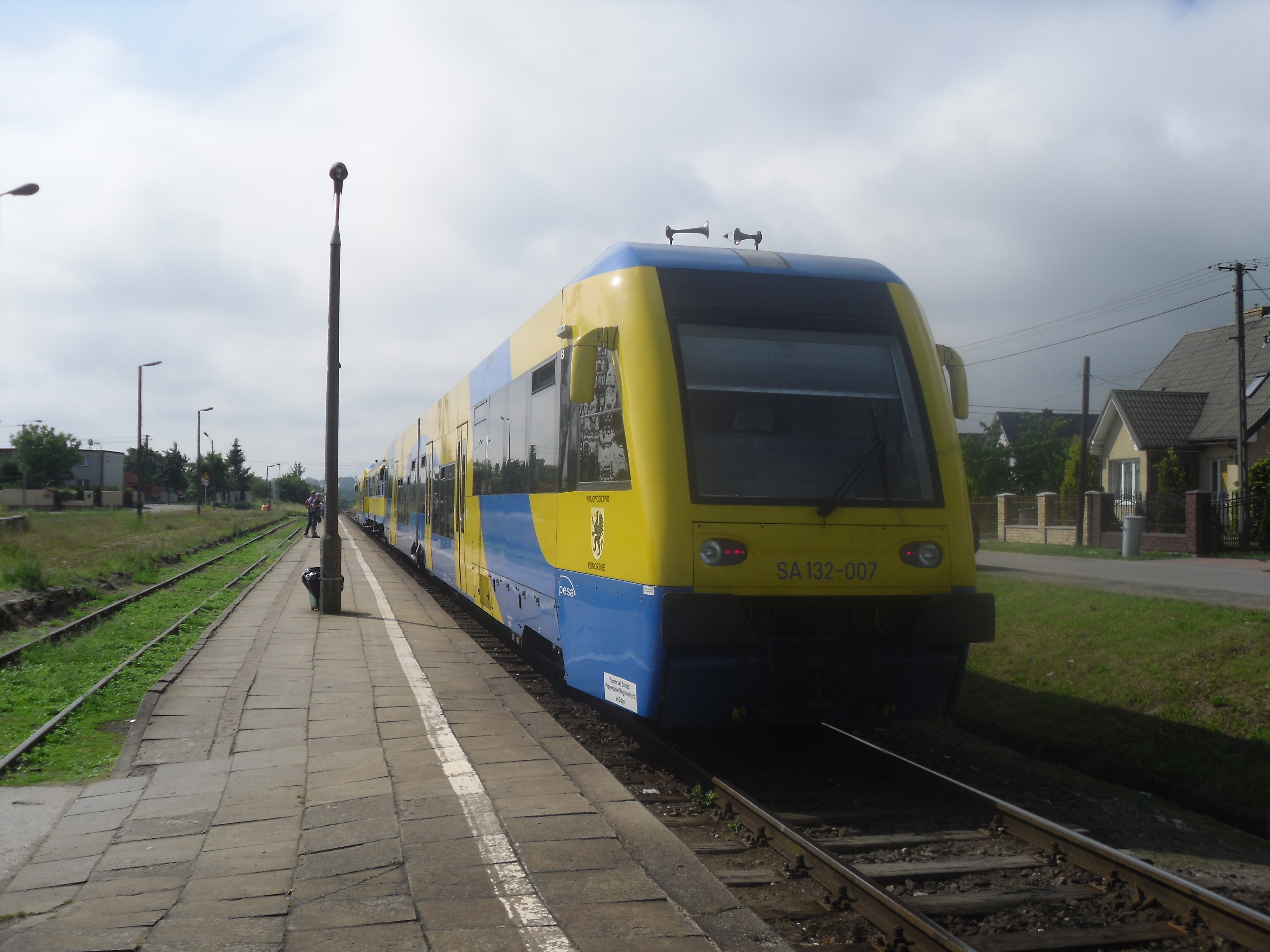
Pociąg Hel-Gdynia Główna odjeżdżający z Żelistrzewa (2009)

Linią 213 jeżdżą pociągi osobowe w relacji Gdynia – Hel (i z powrotem) oraz Gdynia – Władysławowo (i z powrotem). W okresie letnim na Hel w niektórych latach był przedłużany pociąg osobowy przyspieszony Tur Gdynia – Chojnice prowadzony przez całą swoją trasę lokomotywą spalinową.
Ze względu na duży ruch turystyczny w sezonie letnim oraz zdecydowanie mniejszy poza sezonem dla linii publikowane były dwie tablice w rozkładzie jazdy. Od 2005 do obsługi połączeń lokalnych pomiędzy Gdynią a Helem zaczęto stosować szynobusy i spalinowe zespoły trakcyjne. Od 2010 są to przypisane do tej linii (oraz do trasy Kościerzyna – Gdynia – Kościerzyna) spalinowe zespoły trakcyjne SA137 i SA138.
W sezonie letnim z powodu wzmożonego ruchu przewozy są obsługiwane składami klasycznymi z wagonami piętrowymi. SZT łączy się wówczas w dłuższe składy często z wagonem doczepnym w środku.

### Pociągi dalekobieżne
Pociągi dalekobieżne jeżdżą linią kolejową nr 213 tylko w czasie wakacji ze względu na napływ turystów na Mierzeję Helską. Wówczas na tej trasie jeździ kilkanaście par par pociągów zarówno pospiesznych (TLK), jak i ekspresowych. Pociągi te ze względu na brak elektryfikacji są prowadzone lokomotywami spalinowymi. Zmiana lokomotyw następuje podczas postoju na stacji Gdynia Główna.

## Infrastruktura

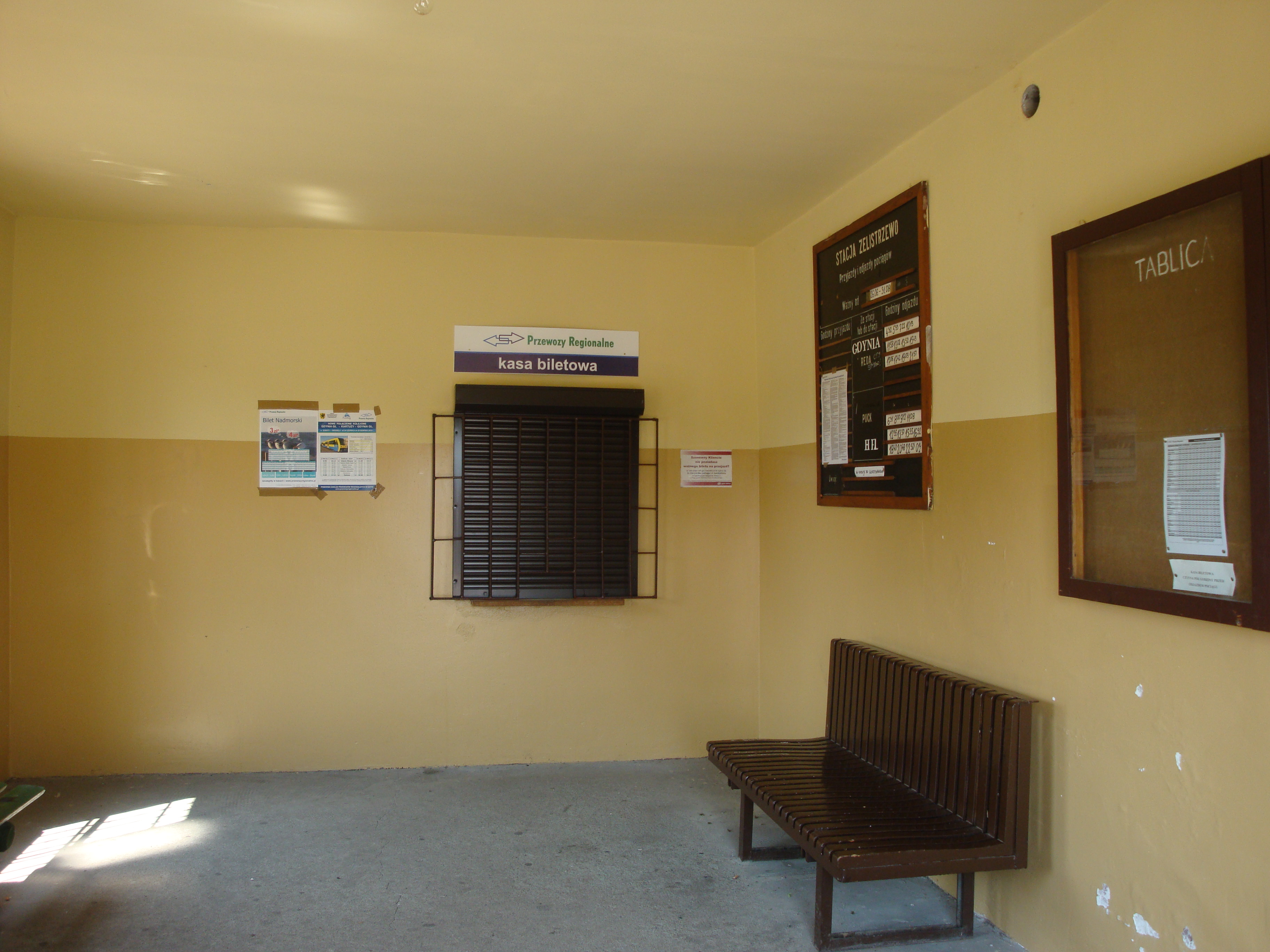
Wnętrze dworca – poczekalnia (2010)

### Budynek dworca
Budynek jest trójbryłowy, parterowy. Każda bryła jest kryta dwuspadowym dachem. Elewacja jest otynkowana. W budynku znajduje się poczekalnia

### Perony
Przystanek w Żelistrzewie posiada jeden jednokrawędziowy peron o długości 125 m i wysokości 76 cm nad poziomem główki szyny. Peron wyposażony jest w wiatę i ławki.